# Nufăru
Nufăru és una comuna del comtat de Tulcea, al nord de la Dobruja, Romania, que es creu que va ser l'antiga capital de la Kievan Rus, Pereyaslavets, i que es va dir Prislav fins al 1968. Està compost per quatre pobles: Ilganii de Jos, Malcoci, Nufăru i Victoria (antiga Pârlita).